# Cortes de Baza
Cortes de Baza è un comune spagnolo di 2 386 abitanti situato nella comunità autonoma dell'Andalusia.